# دان دونيغان
دان دونيغان (بالإنجليزية: Dan Donegan)‏ (و. 1968  م) هو موسيقي، ومنتج أسطوانات، وعازف قيثارة أمريكي، ولد في أوك لاون، يستخدم آلات قيثارة.

## وصلات خارجية
- دان دونيغان على موقع IMDb (الإنجليزية)
- دان دونيغان على موقع ميوزك برينز (الإنجليزية)
- دان دونيغان على موقع أول ميوزيك (الإنجليزية)
- دان دونيغان على موقع ديسكوغز (الإنجليزية)
- دان دونيغان على موقع قاعدة بيانات الفيلم (الإنجليزية)

- دان دونيغان في قاعدة بيانات الأفلام على الإنترنت